# Tantow
Tantow là một đô thị ở huyện Uckermark, bang Brandenburg, Đức. Đô thị này có diện tích 35,38 km², dân số thời điểm 31 tháng 12 năm 2006 là 744 người.

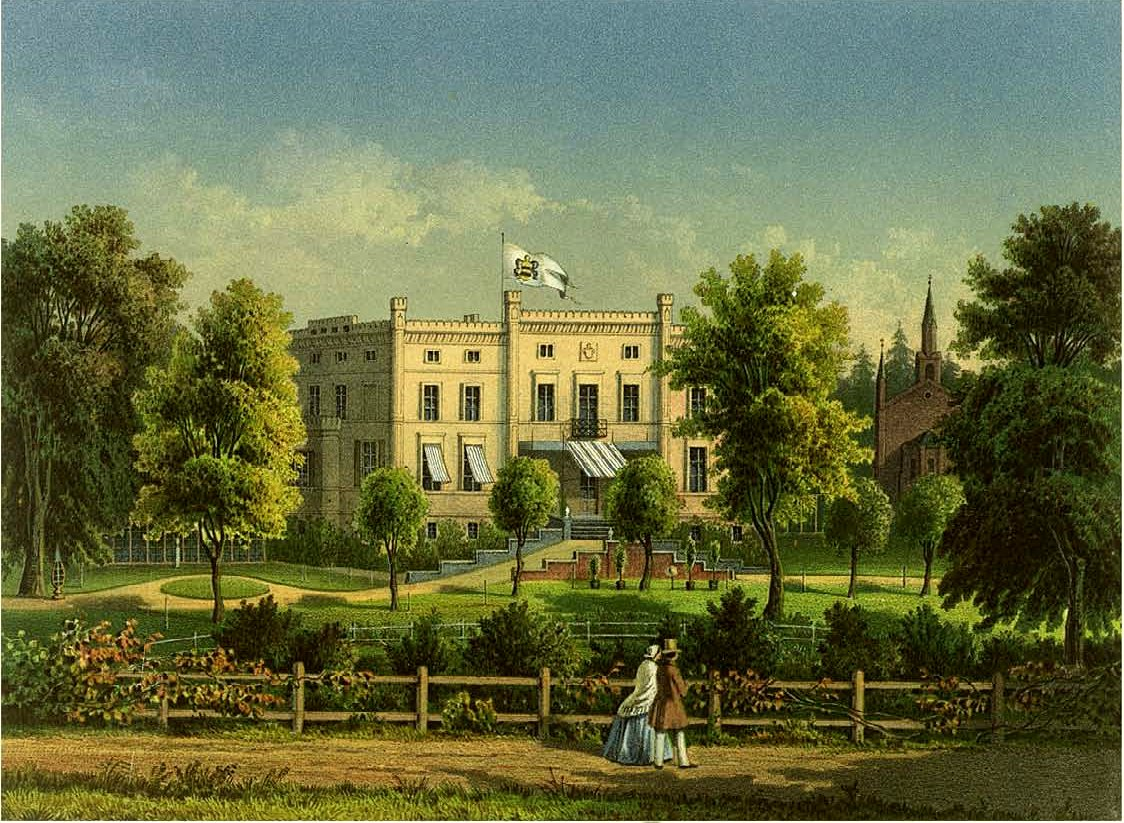
Palace Tantow around 1860, Edition by Alexander Duncker

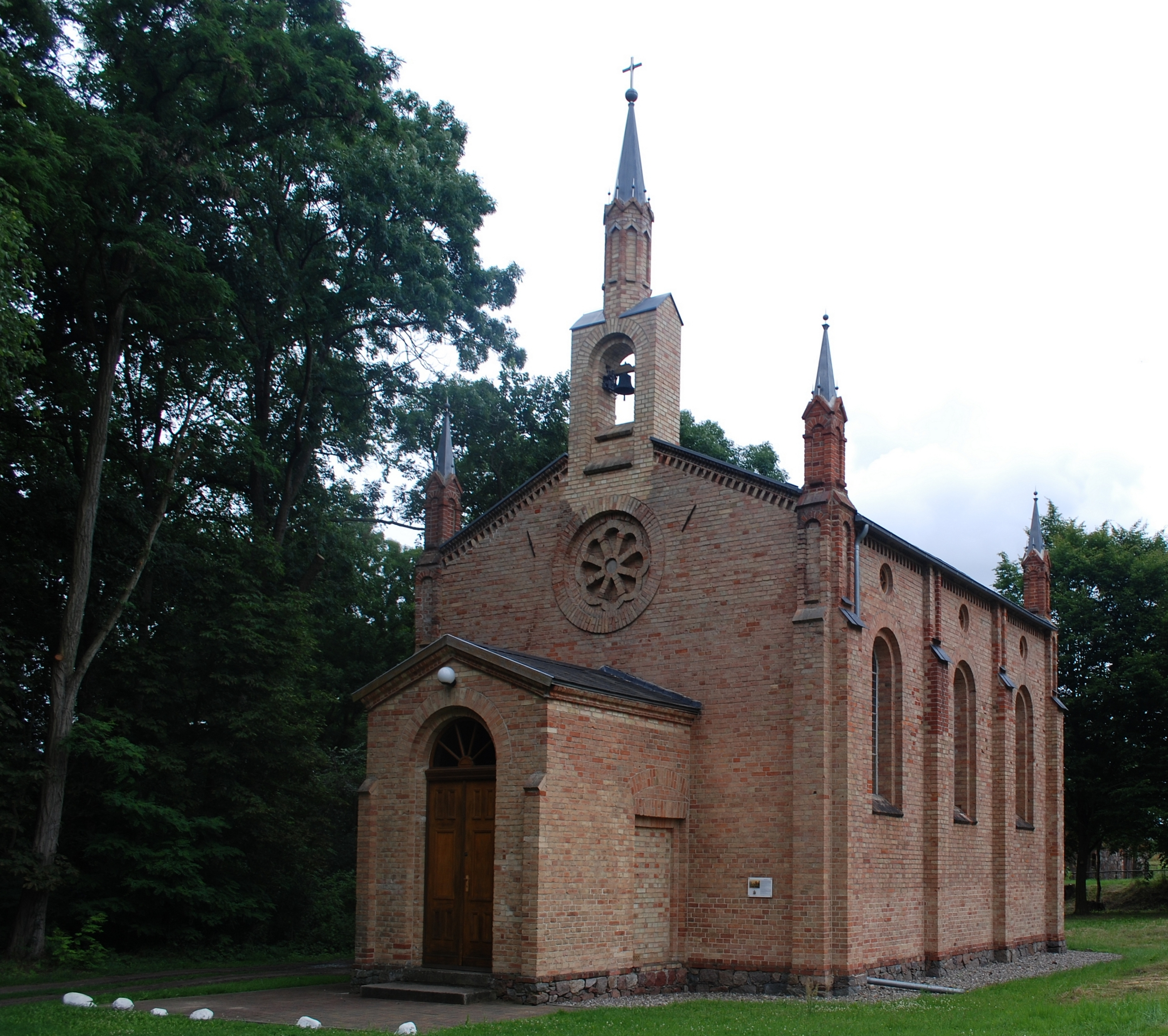
Tantow, Church